# (74379) 1998 XU12
(74379) 1998 XU12 – planetoida z pasa głównego asteroid okrążająca Słońce w ciągu 4,63 lat w średniej odległości 2,78 j.a. Odkryta 15 grudnia 1998 roku.